# 須見和馬
須見 和馬（すみ かずま、2003年3月27日 - ）は、日本の男性プロレスラー。三重県津市出身。血液型O型。DDTプロレスリング所属。

## 経歴
DRAGON GATEの練習生を経てDDTプロレスリングに入門。
2022年10月23日、DDTプロレスリング後楽園ホール大会にて平田一喜を相手にデビュー。
2023年10月22日、SNS上でやり取りのあったMIKAMIとDDT後楽園ホール大会でシングルマッチ。以降一部の技を継承する。
2025年3月20日、後楽園ホール大会にて勝俣瞬馬、夢虹と共にKO-D6人タッグ王座戴冠。

## 得意技
ライオンサルト
その場飛び式ムーンサルトプレス
ドロップキック
スク〜ルボ〜イ
ミッキーブーメランのフェイントから仕掛ける形でも使用。

## タイトル歴
DDTプロレスリング
- KO-D10人タッグ王座（第10代、パートナーは中村圭吾&To-y&高鹿佑也&石田有輝）
- KO-D6人タッグ王座　(第57代、パートナーは、勝俣瞬馬&夢虹)

## 入場曲
- Slash like knight

## 出演

### テレビドラマ
- レッドブルー（2024年12月18日 - 2月12日、MBS・TBS） - 鉢屋守 役[1]